# Wasps' Nests
Wasps' Nests es el álbum debut de la banda The 6ths, un proyecto paralelo creado por Stephit Merritt de The Magnetic Fields, lanzado en 1995. Merritt escribió y grabó el álbum, invitando diferentes cantantes como voces principales.
Como el nombre de la banda, el título del álbum también es un trabalenguas.
"Yet Another Girl" originalmente solo apareció en el lanzamiento en vinilo del álbum, pero fue incluido más tarde en la compilación de 2011 de Merritt, Obscurities.

## Lista de canciones
Todas las canciones fueron escritas por Stephin Merritt.
Todas las canciones escritas y compuestas por Stephin Merritt. 
| N.º | Título | Duración |  |